# ديفيد وود (مبشر مسيحي)
ديفيد شارب وود (بالإنجليزية: David Wood)‏ (مواليد 7 أبريل 1976) هو مبشر إنجيلي أمريكي معروف بنقده للإسلام. وهو صاحب قناة Acts 17 Apologetics. وهو عضو في جمعية الفلاسفة المسيحيين و‌الجمعية الفلسفية الإنجيلية.

## النشأة والتعليم
في شهادة بالفيديو تحول وود إلى المسيحية، ذكر أنه كان ملحدًا في شبابه، وأنه كان عنده مشاكل قانونية بسبب اقتحام المنازل وحاول قتل والده عندما كان في عمر 18 سنة من خلال تحطيم رأسه مدعيًا بأنه كان يعتقد أن الأخلاق مجرد قوانين مجتمعية. وقال أيضًا إنه بعد الاعتداء على والده، تم تشخيص وود بأنه يعاني من اضطراب الشخصية المعادية للمجتمع (اعتلال اجتماعي) وحكم عليه بالسجن لمدة عشر سنوات بسبب إصابته بجروح خبيثة. قال إنه أثناء وجوده في السجن، واجه زميل سجين يدعى راندي، وهو مسيحي متدين. قال وود إنه كثيرًا ما يتحدى معتقدات راندي المسيحية، مدعيًا في البداية أن راندي كان مسيحيًا فقط لأنه ولد في مجتمع مسيحي في المقام الأول، وتحديدًا الولايات المتحدة. ذكر وود أنه بدأ في قراءة الكتاب المقدس من أجل الرد على رد راندي لكنه قاد في النهاية وود إلى التحول إلى المسيحية في عام 1996 بنفسه.
قال إنه بعد خمس سنوات أُطلق سراحه في عام 2000 وذهب إلى الكلية في جامعة أولد دومينيون حيث حصل على درجة البكالوريوس. حصل فيما بعد على دكتوراه في الفلسفة في فلسفة الدين من جامعة فوردهام. أثناء دراسته في جامعة أولد دومينيون، واجه زميله نبيل قريشي (مسلم أمريكي من أصل باكستاني) اعتراضًا على اعتناق الإسلام، واستمر في التحقيق في حياة محمد باستخدام أقرب المصادر، بما في ذلك حياة محمد لابن إسحاق (أقدم سيرة نبوية موجودة)؛ مجموعات الأحاديث الصحيحة من صحيح البخاري و‌صحيح مسلم (يعتبرها المسلمون السنة أكثر مجموعات موثوقة أو صحيحة من أقوال محمد وأفعاله ومثاله)؛ وتاريخ الأنبياء والملوك للطبري (أحد أعظم المؤرخين في الإسلام). وإستخلص أن القرآن و‌محمد لم يأمروا ببساطة بالعنف في الماضي (كما هو الحال في الكتاب المقدس المسيحي حسب تأكيده)، ولكنه بدلاً من ذلك أمروا بالعنف المستمر، أصبح بعد ذلك مدافعًا مسيحيًا. في النهاية صديقه نبيل أصبح مسيحي هو أيضًا.

## الدفاع عن المسيحية
شارك وود في العديد من المناقشات العامة مع المسلمين و‌الملحدين، عادًة في قاعة عامة أو أمام جمهور جامعي، بما في ذلك المناقشات مع مسلمون مدافعون مثل محمد حجاب وشابير علي. تمت دعوة وود في العديد من عروض ABN، في مناقشات بين الأديان ضد الإلحاد والإسلام، حيث يظهر بانتظام من بين أمور أخرى على شبكة البث الآرامية. أنتج فيديوهات على موقع يوتيوب تعرض آرائه حول الدين.
عارض وود المركز الإسلامي بيت قرطبة، بحجة أنه لم يكن الغرض منه تكريم أسر الضحايا، بل كان بدلاً من ذلك رمزًا للنصر الإسلامي وسمي بيت قرطبة في ذكرى الفتح الإسلامي لإسبانيا من قِبل الخلافة الأموية التي شكلت فيما بعد خلافة قرطبة. اختلف وود مع القس تيري جونز في الجدل حول حرق القرآن عام 2010، ومقارنته بحرق عثمان .
تم القبض على وود خارج ديربورن، ميشيغان، بعد الوعظ في مهرجان عربي واتهامه بجنحة تعكير صفو السلام، ولكن تمت تبرئته لاحقًا. في مايو 2013، طُلب من مدينة ديربورن نشر اعتذار عام ليتم الاحتفاظ به على موقع المدينة على الويب لمدة ثلاث سنوات ودفع 300000 دولار إلى وود ومواطنيه الثلاثة.

## الحياة الشخصية
التقى زوجته ماري، التي كانت لاأدرية أثناء وجوده في الجامعة. أصبحت في وقت لاحق مسيحية. لديهم خمسة أبناء: بليز، لوك، ريد، بالي، وكيبلر. يعاني اثنان من الأبناء الخمسة، ريد وبالي، من العضال مركزي النواة.